# AppBank.net
AppBank.netとは、AppBank株式会社が運営するiPhoneなどのApple製品を主とするレビュー・総合サイト。同社の複数のライターが編集している。コンセプトは「たのしいiPhone！AppBank」。

## AppBankという名称の由来
「AppBank」とは「AppleがSoftBankでiPhoneを出した」からそのAppleの「App」とSoftBankの「Bank」から取り「AppBank」としたとなっている。

## 沿革
- 2008年10月6日 サイト開設
- 2010年2月25日 iPhoneアプリ「ポケットベガス」をリリース
- 2011年1月18日 日本ブログメディア新人賞受賞
- 2011年2月24日 Best Contests of the Year 2010受賞
- 2011年6月4日 AppBank Store実店舗一号店（原宿店）をオープン。
- 2011年9月7日 本社事務所を神奈川県鎌倉市に移転
- 2012年1月23日 AppBank株式会社 設立
- 2012年2月24日 サイト「AppBank」及びAppBank関連事業をAppBank株式会社として運営していくことを発表
- 2012年6月19日 MM総研大賞2012 アプリレビューサイト分野 最優秀賞受賞
- 2012年6月29日 神奈川県鎌倉市の本社事務所から東京都新宿区の本社オフィスへ移転。
- 2014年9月29日 東京都新宿区西新宿の本社オフィスから東京都新宿区西新宿の新宿駅の近くへ本社オフィスを移転
- 2014年9月29日 AppBank株式会社の子会社、スタジオむらい株式会社の設立を発表。
- 2015年12月15日 - スタジオむらい株式会社の合併(簡易合併・略式合併)を発表。本合併効力発生日2016年1月19日(火)[1]。
- 2016年01月19日 - スタジオむらい株式会社を合併。
- 2017年10月30日 - 東京都新宿区西新宿のオフィスから東京都新宿区新宿のオフィスへ移転
- 2020年 1月22日 - 宮下泰明がAppBank株式会社代表取締役CEOを辞任。後任は前取締役CCOの村井智建。
- 2020年 3月31日 - 当社の連結子会社である株式会社AppBank Storeの全株式を宮下泰明氏に売却し、連結の範囲から除外。[2]。
- 2020年 5月 1日 - 本店住所が東京都新宿区から東京都千代田区へ変更。新オフィスは東京都千代田区にあるコミュニティビル「Nagatacho GRiD」へ移転。[3]。[4]。

## 主な記事の内容
- iPhoneや、Androidアプリなどのレビュー・紹介
- 動画での商品紹介や、イベント、キャンペーン
- AppBank内外の様々な記事をまとめた朝刊・昼刊・夕刊
- 朝のiPadアプリ無料セール情報・お昼のiPhoneアプリ無料セール情報。
- 最も使われている無料アプリ週間ランキング50。
- 季節や流行に沿ったアプリやアクセサリーまとめ
- iPhoneや、Androidアプリの中でも使いやすい神アプリまとめ